# 北達科塔州立大學
北達科塔州立大學是美國北達科塔州的一所公立赠地研究型大學，全稱為北達科塔州立農業與應用科學大學（North Dakota State University of Agriculture and Applied Sciences），1890年設立，是一座以土地撥贈法案而設立的大學。學生約1.4萬人，和北达科他大学是州內仅有的兩所研究型大學，同属北达科他大学系统。

## 外部連結
- 北達科塔州立大學（页面存档备份，存于）